# Diastylis pseudinornata
Diastylis pseudinornata är en kräftdjursart som beskrevs av Michel Ledoyer 1977. Diastylis pseudinornata ingår i släktet Diastylis och familjen Diastylidae. Inga underarter finns listade i Catalogue of Life.